# MISIA GREATEST HITS
『MISIA GREATEST HITS』（ミーシャ・グレイテスト・ヒッツ）は、日本の女性歌手MISIAの1枚目のベスト・アルバムである。2002年3月3日発売。発売元はBMG JAPAN。

## 概要
初のベスト・アルバム。BMG JAPAN時代のシングルを中心に収録。MISIA+DCT名義の8thシングル「I miss you 〜時を越えて〜」は収録されていない。
CD EXTRA仕様で、MISIAがデザインしたキャラクターであるメロンパンダのテーマ曲「甘い恋人」のアニメーションムービーが収録されている。
2003年12月3日にSACD盤が発売されている。

## 収録曲
1. つつみ込むように… (5:39)
作詞・作曲：島野聡
編曲：松井寛
1stシングル。
2. 陽のあたる場所 (5:15)
作詞：MISIA、佐々木潤
作曲・編曲：佐々木潤
2ndシングル。
3. キスして抱きしめて (5:08)
作詞・作曲：MISIA
編曲：島野聡
1stアルバム『Mother Father Brother Sister』収録曲。
4. INTO THE LIGHT (6:20)
作詞：MISIA
作曲・編曲：松井寛
ミニアルバム『THE GLORY DAY』収録曲。
5. THE GLORY DAY (8:36)
作詞：MISIA、MASH
作曲・編曲：鷺巣詩郎
ミニアルバム『THE GLORY DAY』収録曲。
6. BELIEVE (4:50)
作詞：MISIA
作曲・編曲：佐々木潤
3rdシングル。
7. 忘れない日々 (5:46)
作詞：MISIA
作曲：松本俊明
編曲：安部潤
4thシングル。
8. sweetness (5:53)
作詞：MISIA
作曲・編曲：島野聡
5thシングル。
9. It's just love (6:25)
作詞：MISIA
作曲：MISIA、島野聡
編曲：島野聡
2ndアルバム『LOVE IS THE MESSAGE』収録曲。
10. Escape (4:56)
作詞：MISIA
作曲：MISIA、SAKOSHIN
編曲：SAKOSHIN
6thシングル。
11. Everything (7:00)
作詞：MISIA
作曲：松本俊明
編曲：冨田恵一
7thシングル。
12. 果てなく続くストーリー (Live version) (6:43)
作詞：MISIA
作曲：松本俊明
編曲：服部隆之
9thシングル。全国ツアー『THE TOUR OF MISIA 2002』のライブ音源で収録。

## 演奏
- MISIA：Vocal & Chorus
- 松井寛：Keyboards & Programming (#1.4)
- 島野聡：Keyboards & Programming (#3.8.9)
- 熊原正幸：Keyboards & Programming (#2)
- 鷺巣詩郎：Keyboards & Programming (#5)
- 安部潤：Keyboards & Programming (#7)
- SAKOSHIN：Keyboards & Programming (#10)
- 冨田恵一：Guitar, Bass, Keyboards & Programming (#11)
- 須藤ゴウ：Keyboards & Programming (#12)
- 五十嵐慎一：Keyboards (#2.6)
- Joel Campbell, Mark Walker：Keyboards (#5)
- 重実徹：Keyboards (#12)
- 鈴木健治：Guitar (#1.3.4.6.12)
- 近藤研二：Guitar (#2)
- Andrew Smith
  - Guitar (#5)
  - Chorus (#5.11)
- 百石元：Guitar (#9)
- 宇田川博史：Bass (#2)
- Jerry Brown：Bass (#5)
- 笹本安詞：Bass (#6)
- REMEO：Bass (#8)
- 種子田健：Bass (#12)
- Verloy Bailey：Drums (#5)
- 青山純：Drums (#12)
- 斉藤ノヴ：Percussion (#4)
- Shovell：Percussion (#5)
- PECKER：Percussion (#12)
- 鈴木明男：Sax Solo (#1)
- 鈴木保：Harmonica (#3.6)
- DJ TA-SHI：Turn Table (#10)
- LOREN：Chorus (#5.6.11)
- Ian Pitter, Jenny Ingram Brown：Chorus (#5.6)
- Michael Dixon, Bazil Meade and London Community Gospel Choir, Jason Boota Chorale, Youth with a Voice：Chorus (#5)
- Marion：Chorus (#6)
- 和田昌哉：Chorus (#7)
- 柴田祥子：Chorus (#8.9)
- AMAZONS：Chorus (#10)
- 佐々木久美、斉藤妙子、高尾直樹：Chorus (#12)
- 弦一徹：Conductor (#4.6)
- エリック・ミヤシロ：Conductor (#4.5)
- Royal Mirrorball Orchestra
  - Strings (#4.6)
  - Brass (#4.5)
- Gavin Wright & Lonely Session：Strings (#5)
- 金原千恵子ストリングス：Strings (#11)